# Península Adare
La península Adare, a veces llamada Península del Cabo Adare, es una península cubierta totalmente de hielo, con una longitud de 40 millas, unos 60 km, en la parte noreste de Tierra de Victoria, que se extiende al sur desde el Cabo Adare hasta el Cabo Roget y separa el Mar de Ross, al este de ella, de la Bahía Robertson, al oeste. El punto más elevado de la cresta que discurre a lo largo de toda la península tiene alrededor de 2083 m s. n. m.. Al norte de la península está el Pico Hanson de 1255 metros (4120 pies) de alto, a unas 4 millas náuticas (7 km) al sur de Cabo Adare.
La península se considera el punto más al sur de la costa Borchgrevink, llamada así por Carsten Borchgrevink (1864-1934), explorador polar anglo-noruego y un pionero de los viajes modernos a la Antártida. Nombrada por el «Comité de Nombres de Lugares de la Antártida de Nueva Zelanda» con el «Adare» debido a su cercanía al  Cabo Adare.  
La península de Adare consiste en  volcanes de escudo superpuestos que están formados a partir de las capas de sucesivas erupciones basálticas fluidas, por este motivo tienen una pendiente suave. Las erupciones contenían potasio y argón con una antigüedad de 6 a 13 millones de años. También se han obtenido fechas de potasio-argón de 2,27 millones de años y quizás de 1,14 millones de años.